# Anoxomère
L'anoxomère est un polymère organique antioxydant de synthèse utilisé comme additif alimentaire sous la dénomination E323. 

## Composition
L'anoxomère est un polymère synthétique, développé en 1980 par la société californienne Dynapol. Sa masse moléculaire moyenne est de l'ordre de 4,5 à 5 kDa, il se présente sous la forme d'une poudre blanc cassé. Il est préparé par condensation de divinylbenzène et possède des groupes hydroquinone, hydroxyanisole et phénol dans les proportions 13:45:42.

## Usage
L'anoxomère est approuvé comme additif par la FDA en 1983. Il est autorisé aux États-Unis dans les huiles à hauteur de 5 000 mg/kg. Plus stable à la chaleur que le BHA (hydroxyanisole butylé, E320) ou BHT (hydroxytoluène butylé, E321), il est efficace pour limiter l'oxydation des huiles. Il n'est lui-même pratiquement pas digestible - moins de 0,2 % de la ration alimentation est absorbée.